# Millionaires in Prison
Millionaires in Prison é um filme estadunidense de 1940, do gênero drama policial, dirigido por Ray McCarey.